# Шахин Вахманзадеган
Шахин (перс. شاهین‎, Шау-хин, по-персидски «Сапсан»; в греческих источниках: Σαὴν; ум. около 626 года) был старшим Сасанидским полководцем (спахбед) в правление Хосрова II Парвиза (590—628). Шахин был родом из Дома Сурены по отцу и (как парфянин) из Дома Карин-Пахлевидов по матери.
После того как вспыхнула Персидско-византийская война (602—628), Шахин командовал силами, вторгавшимися в Восточные ромейские провинции в Закавказье. Выиграл битву с Доменциолом при Феодосиополе в 607/608 году. Продолжая вытеснение ромейских сил из региона, в 611 году Шахин повёл наступление на Анатолию, захватив Кесарию Мазаку, но был вытеснен ромейской контр-атакой под командованием императора Ираклия I летом 612 года и войска были вынуждены отойти в Армению. В 613 году ромейское наступление развернулось в Сирии, но объединённые персидские армии Шахина и Шахрвараза нанесли сокрушительное поражение Ираклию близ Антиохии и ещё раз возле Киликийских ворот. В результате в 614 году Шахин получил возможность проводить военные операции повсюду от Анатолии до Халкидона на побережье Босфора напротив Константинополя.